# Ampelocissus multistriata
Ampelocissus multistriata är en vinväxtart som först beskrevs av Bak., och fick sitt nu gällande namn av Jules Émile Planchon. Ampelocissus multistriata ingår i släktet Ampelocissus och familjen vinväxter. Inga underarter finns listade i Catalogue of Life.